# Gouvernement Netanyahou II
État d'Israël
Olmert Netanyahou III
Le deuxième gouvernement Netanyahou est le 32e cabinet de l'État d'Israël, en fonction du 31 mars 2009 au 18 mars 2013.

## Historique et coalition
Ce gouvernement est dirigé par l'ancien Premier ministre national-conservateur Benyamin Netanyahou. Il est constitué et soutenu par une coalition entre le Likoud, Israel Beytenou, le Parti travailliste (HaAvoda), Shas, Le Foyer juif, Judaïsme unifié de la Torah et Kadima. Ensemble, ils disposent de 94 députés sur 120, soit 78,3 % des sièges de la Knesset.
Il est formé à la suite des élections législatives anticipées du 10 février 2009. Il succède au  gouvernement d'Ehud Olmert, formé autour du parti de droite Kadima.

### Formation
Après les élections législatives du 2009, Benjamin Netanyahou et son gouvernement sont investis par la 18e Knesset le 31 mars 2009 avec le soutien de 74 députés sur 120. Avec trente membres, il s'agit du gouvernement le plus nombreux qu'ait connu l’Israël.

### Remaniements
En janvier 2011, Ehud Barak et quatre députés quittent le Parti travailliste et fondent le nouveau parti Indépendance qui se substitue aux travaillistes au sein du gouvernement. La coalition dispose alors encore du soutien de 66 députés.
En mai 2012, Kadima rejoint la coalition de Benyamin Netanyahou pour éviter des élections législatives anticipées. Le 9 mai, la Knesset approuve par 71 voix contre 23 l'accord de gouvernement d'union nationale signé entre le Premier ministre et le chef de l'opposition Shaul Mofaz. La coalition est ainsi soutenue par 94 députés, un record dans l'histoire israélienne. Mais, dès le 17 juillet suivant, Kadima quitte le gouvernement à la suite d'un désaccord sur la réforme de la conscription.

### Dissolution
Dans la nuit du 15 au 16 octobre 2012, la Knesset vote sa dissolution,, convoquant des législatives anticipées.

## Composition
| Portefeuille | Titulaire | Titulaire                                  | Parti                                     |
| --- | --------- | ------------------------------------------ | ----------------------------------------- |
| Premier ministre Ministre des Retraités Ministre de la Santé Ministre de la Stratégie économique Ministre des Affaires étrangères (à partir du 18/12/2012) |           | Benyamin Netanyahou                        | Likoud                                    |
| Vice-Premier ministre Ministre des Affaires stratégiques                                                                                                   |           | Moshe Ya'alon                              | Likoud                                    |
| Vice-Premier ministre Ministre du Développement du Néguev et de la Galilée Ministre du Développement économique                                            |           | Silvan Shalom                              | Likoud                                    |
| Vice-Premier ministre Ministre des Affaires étrangères |           | Avigdor Liberman (jusqu'au 18/12/2012)     | Israel Beytenou                           |
| Vice-Premier ministre Ministre de la Défense |           | Ehud Barak                                 | Parti travailliste israélien/Indépendance |
| Vice-Premier ministre Ministre de l'Intérieur |           | Eli Yishaï                                 | Shas                                      |
| Vice-Premier ministre Ministre du Renseignement et de l'Énergie atomique                                                                                   |           | Dan Meridor                                | Likoud                                    |
| Vice-Premier ministre |           | Shaul Mofaz (09/05-19/07/2012)             | Kadima                                    |
| Ministre des Finances |           | Yuval Steinitz                             | Likoud                                    |
| Ministre de la Justice |           | Yaakov Neeman                              | Likoud                                    |
| Ministre de l'Éducation |           | Gideon Sa'ar                               | Likoud                                    |
| Ministre de l'Agriculture et du Développement rural |           | Shalom Simhon (jusqu'au 19/01/2012)        | Parti travailliste israélien              |
| Ministre de l'Agriculture et du Développement rural |           | Orit Noked                                 | Indépendance                              |
| Ministre de la Sécurité publique |           | Yitzhak Aharonovich                        | Israel Beytenou                           |
| Ministre de l'Industrie, du Commerce et de l'Emploi |           | Binyamin Ben-Eliezer (jusqu'au 19/01/2012) | Parti travailliste israélien              |
| Ministre de l'Industrie, du Commerce et de l'Emploi |           | Shalom Simhon                              | Indépendance                              |
| Ministre de la Défense intérieure |           | Matan Vilnai (jusqu'au 16/08/2012)         | Parti travailliste israélien/Indépendance |
| Ministre de la Défense intérieure |           | Avi Dichter                                | Likoud                                    |
| Ministre du Logement et de la Construction |           | Ariel Atias                                | Shas                                      |
| Ministre du Tourisme |           | Stas Misezhnikov                           | Israel Beytenou                           |
| Ministre des Transports et de la Sécurité routière |           | Israël Katz                                | Likoud                                    |
| Ministre de l'Énergie et de l'Eau |           | Ouzi Landau                                | Israel Beytenou                           |
| Ministre des Communications Ministre du Bien-être et des Affaires sociales (à partir du 19/01/2012)                                                        |           | Moshe Kahlon                               | Likoud                                    |
| Ministre de la Protection de l'environnement |           | Guilad Erdan                               | Likoud                                    |
| Ministre de la Science et de la Technologie |           | Daniel Herschkowitz                        | Le Foyer juif                             |
| Ministre de l'Intégration |           | Sofa Landver                               | Israel Beytenou                           |
| Ministre de la Culture et des Sports |           | Limor Livnat                               | Likoud                                    |
| Ministre des Cultes |           | Yaakov Margi                               | Shas                                      |
| Ministre du Bien-être et des Affaires sociales |           | Isaac Herzog (jusqu'au 19/01/2012)         | Parti travailliste israélien              |
| Ministre de l'Information Ministre de la Diaspora |           | Yuli-Yoel Edelstein                        | Likoud                                    |
| Ministre des Minorités |           | Avishaï Braverman                          | Likoud                                    |
| Ministre des Services publics |           | Michaël Eytan                              | Likoud                                    |
| Ministre sans portefeuille |           | Meshulam Nahari                            | Shas                                      |
| Ministre sans portefeuille |           | Benny Begin                                | Likoud                                    |
| Ministre sans portefeuille |           | Yossi Peled (jusqu'au 29/02/2012)          | Likoud                                    |

## Informations complémentaires
- La démission d'un ministre ne prend effet que lorsque la lettre qu'il a remise au Premier ministre est acceptée par ce dernier après information au Conseil des ministres.
- La nomination d'un ministre est faite par le Conseil des ministres sur proposition du Premier ministre et approuvée par la Knesset.